# Wolkenflug
Der Begriff Wolkenflug wird meist im Zusammenhang mit dem Segelflug benutzt.
Normalerweise wird Segelflug außerhalb von Wolken betrieben, das heißt unter Sichtflugbedingungen (engl. visual meteorological conditions, VMC) bzw. nach Sichtflugregeln (engl. visual flight rules, VFR). Falls das Segelflugzeug mit den notwendigen Instrumenten ausgerüstet ist und der Pilot die entsprechende Genehmigung hat, kann der Flug aber auch in die Wolke hinein weitergeführt werden. Die Orientierung erfolgt dann ausschließlich mit Hilfe der Instrumente. Kreiselinstrumente sind unverzichtbar.
Die Idee des Wolkenflugs ist folgende: Meist bildet sich über einem Aufwind eine Cumulus-Wolke. Der Aufwind hört nicht an der Wolkenbasis auf, sondern wird innerhalb der Wolke meist sogar noch stärker. Im Sichtflug muss das Steigen aber spätestens an der Wolkenbasis abgebrochen werden. Mit Hilfe des Wolkenflugs kann der Flug in die Wolke hinein fortgeführt und die ganze Wolke durchstiegen werden. Das gibt zusätzliche Höhe, die vor allem für das anschließende Durchgleiten von größeren aufwindlosen Gebieten nützlich sein kann.
Mit den heutigen Hochleistungsflugzeugen ist der Wolkenflug kaum mehr nötig, um einen Flug erfolgreich durchzuführen. Im Gegenteil, oft überwiegen die Nachteile: Aufwindbänder werden schlechter erkannt, durch die Flügelvereisung schlechtere Gleitleistung, großer Höhenverlust in der Abwindzone um die Wolke. Entsprechend ist der Wolkenflug nicht mehr allgemein verbreitet. Er wird meist nur noch von Liebhabern einfach aus Spaß an der Sache angewandt.
Die Vorschriften bzgl. des Wolkenflugs mit Segelflugzeugen sind national sehr unterschiedlich. Das betrifft alle Bereiche, also Ausbildung und Lizenzierung des Piloten, vorgeschriebene Mindestausrüstung des Segelflugzeugs und anzuwendende Verfahren im Flug.

## Beispiele
- Großbritannien: Keine Lizenz nötig, keine Freigabe nötig.
- Deutschland, Schweiz: Spezielle Wolkenflug-Lizenz, Wolkenflug nur mit Freigabe von der Flugsicherung erlaubt.
- USA: Volle IFR-Motorflug-Lizenz nötig, Wolkenflug nur mit Freigabe von der Flugsicherung erlaubt.
- Frankreich, Italien: verboten